# Велика Рублівка
Вели́ка Рублі́вка — село в Україні, у Великорублівській сільській громаді Полтавського району Полтавської області. Населення становить 1485 осіб. Орган місцевого самоврядування — Великорублівська сільська рада.

## Географія
Село Велика Рублівка знаходиться на лівому березі річки Мерла, вище за течією на відстані 3,5 км розташоване село Ковалеве, нижче за течією примикає село Терни, на протилежному березі — село Мала Рублівка. По селу протікає Балка Почшарова з загатою. До села прилягають лісові масиви (береза, сосна). Через село проходять автомобільні дороги Т 1707 та Т 1722.

## Населення

### Мова
Розподіл населення за рідною мовою за даними перепису 2001 року:
| Мова            | Кількість | Відсоток |
| --------------- | --------- | -------- |
| українська      | 1439      | 96.90%   |
| російська       | 36        | 2.42%    |
| румунська       | 5         | 0.34%    |
| вірменська      | 2         | 0.14%    |
| інші/не вказали | 3         | 0.20%    |
| Усього          | 1485      | 100%     |

## Історія

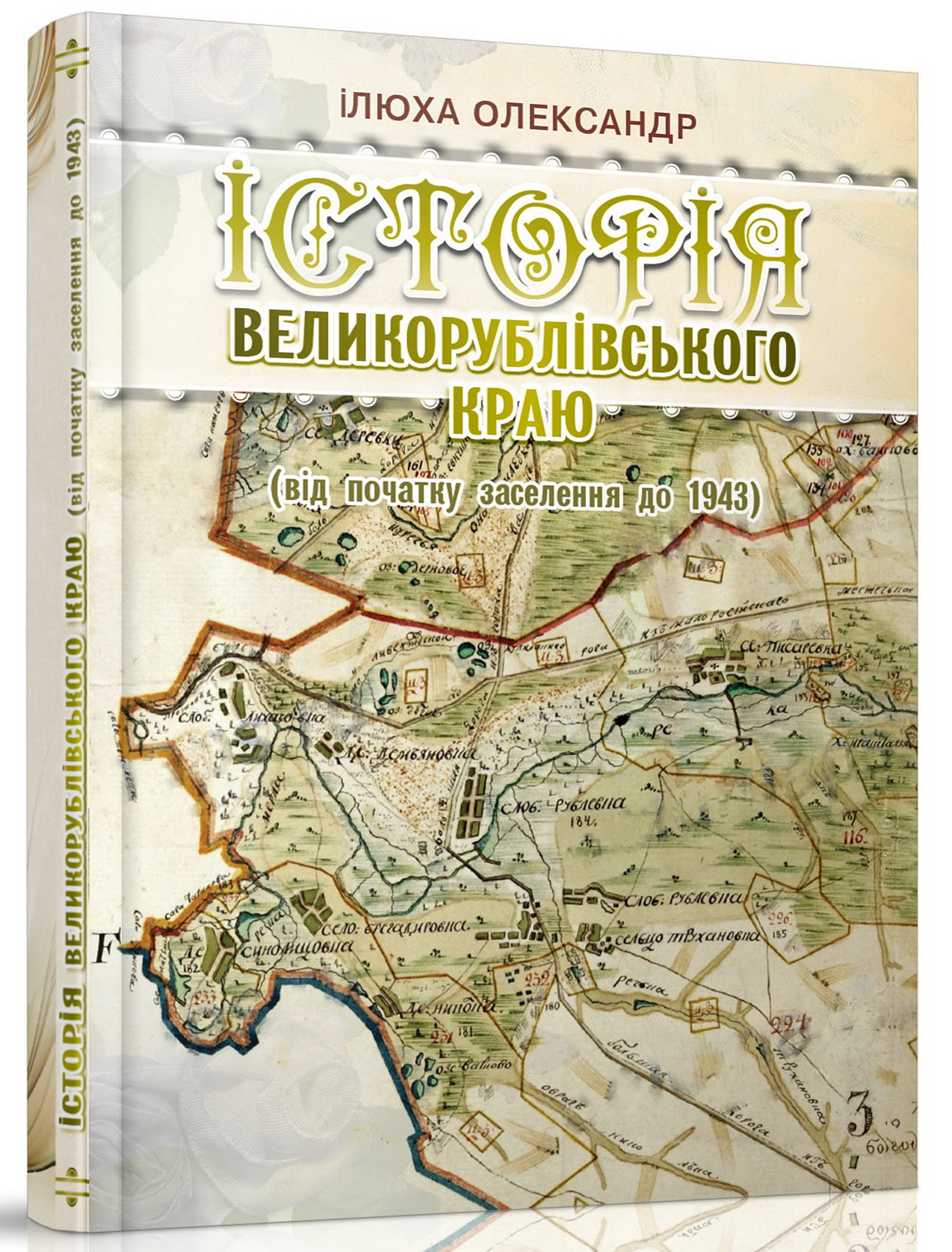
Книга про Великорублівський край

У 1658 р. Рублівка вперше  згадується у документах як сотенне містечко Охтирського полку, яке піддалося нападу татар. Особливо спустошливим був напад в 1680 р. Тоді були розграбовані не тільки Рублівка, але і 18 прикордонних містечок Слобідської України (взято в полон було понад 3 тис. осіб). У зв'язку з цим виникла потреба у будівництві оборонного валу (йшов від Перекопу до Рублівки). В той же час, на правому високому березі річки Мерла, були збудовані оборонні фортифікаційні споруди. Преосвященний Філарет (Д. Г. Гумилевский) у своєму нарису «Историко-статистическое описание Харьковской епархии» (1857) наводить дані: «Рублівська фортеця завдовжки 120 сажнів, шириною 60 сажнів, а в окружності 149 сажнів; захищена валом в 4 сажнів заввишки і ровом в 3 сажнів шириною. На валу її стояли гармати. Рів її, коли наближалася небезпека, наповнювався водою р. Мерла, і тоді фортеця ставала недоступною».
Цікаву розповідь про Рублівку наводить М. Д. Лінда у своїй статті «Историческое предание о селе Рублевка Богодуховского уезда», яка була вміщена у «Сборнику Харьковского историко-филологического общества» (Т. 8, 1896).
«Рублевка, слобода Богодуховского уезда Харьковской губернии, лежит по обоим берегах речки Мерла и разделяется тепер рекою на две части: часть ее, лежащая по сю сторону Мерла (от Харькова), называется собственно Рублевкою или селом („ходим на село“, говорят крестьяне той стороны); другая же часть зовется городом. Это — древнейшая часть Рублевки, прежде бывшая городищем, обнесенным когда-то валом, заметным достаточно еще и тепер, и рвом. Здесь же стоял когда то, по преданию, земляной замок, от которого осталась тепер одна пушка, доказывающая, что Рублевка была прежде крепостью, построеною козаками в защиту от кочевников, обитавших здесь издавна. Пам'ять в народе об этих кочевниках довольно смутна: здесь говорят, что это были „черкесы“, ходившие в „жерстяных панцырях, у яких-сь кобках“».
Основна увага у публікації М. Лінда йдеться про походження назви Рублівка від козацького багатиря на прізвисько Рубель, який звільнив свій край від черкеса. Автор наводить дві цікаві версії.
За переписом Охтирського полку від 1704 р. у сотні рублівського сотника Прокопа Семенова числилося 287 козаків. У 1726 р. вже 358 осіб (1 — сотник, 1 — отаман, 1 — писар, 1 — хорунжий, 52 — козака-компанійця, 270 — підпомошників, 32 — інший стан). Сотником значився козак Іван Кобеляцький.
Протягом існування Рублівської сотні нею керували сотники: Семен Попуця (1686), Прокіп Семенов (1704), Іван Кобеляцький (1726, 1730), Семен Богаєвський, Федір Богаєвськд. Лісковка складали Рублівську сотню. А с. Лихачівка, д. Дем'янівка, д. Синолицівка, с. Писарівка (Мар'їне), с. Яблучне і с. Пархомівка були приписані до Котелевської.
Під час перепису Охтирського полку у 1732 р. в містечку Рублівка проживало 1099 осіб, деревні Синолицівка — 107, селові Синолицівка (Сумського полковника Данила Осипова) — 165,  деревні Дем'янівка — 69, слобідці Дем'янівка — 65, с. Лихачівка — 181, слобідці Лихачівка (Охтирського полковника Ст. Єфимова)  – 35, селові Писарівка (вдови сотнички Кобеляцької) — 234.
У списку козаків Охтирського полку від 17 лютого 1764 року (додаток до Рапорта Охтирської полкової канцелярії до Бригадної канцелярії Слобідських полків про надсилання списку козаків полку) значиться 53 осіб Рублівської сотні. А саме: сотник Петр Верцинский, хорунжий Тимофій Петренко, отаман Федор Бондарев, козаки: Яків Щербань, Прокіп Головач, Іван Резник, Филип Мойсеєнко, Остап Міщанин, Зіновій Голуб, Герасим Усик, Григорій Ведмедь, Василій Белобровой, Сидір Псар, Григорій Стріляний, Григорій Дорошенко, Григорій Щербань, Тимофій Протоков, Іван Погрібняк, Павло Бурнус, Яким Драбинка, Андрій Коваленко, Остап Гармаш, Іван Кошлатий, Іван Карпенко, Василь Бойко, Василь Філенко, Василь Філенко (повторно зазначено у документі), Єфим Шило, Яким Дроздь, Андрій Зуб, Тарас Бойко, Никифор Вакула, Тихон Гриненко, Ілько Ґалаґан, Андрій Гармаш, Павло Шило, Дмитро Свиридов, Кіндрат Мяло, Корній Мяло, Степан Рубленко, Григорій Сипко, Степан Колябаба, Мартин Качка, Андрій Попуця, Петро Гаркавенко, Кирило Лоза, Роман Петренко, Степан Перепелица, Алексій Сипко, Семен Безубко, Наум Журило, Іван Сироватка (ЦДІАК. —. — Оп. 1. — Спр. 110. — Арк. 10, 10 зв.).
28 липня (7 серпня) 1765 р. указом імператриці Катерини ІІ «Об учреждении в Слободских полках приличного гражданского устройства и о пребывании канцелярии губернской и провинциальной» було створено цивільне правління у колишніх слобідських полках — Слобідсько-Українську губернію у складі 5 провінцій. Територія краю увійшла до складу Охтирської провінції Котелевського комісарства: слобода Рублівка, село Лихачівка, слобідка Дем'янівка, слобідка Сонолицівка (Синолицівка), село Бригадирівка, село Писарівка (Мар'їне), деревня Труханівка, хутір Микільский.

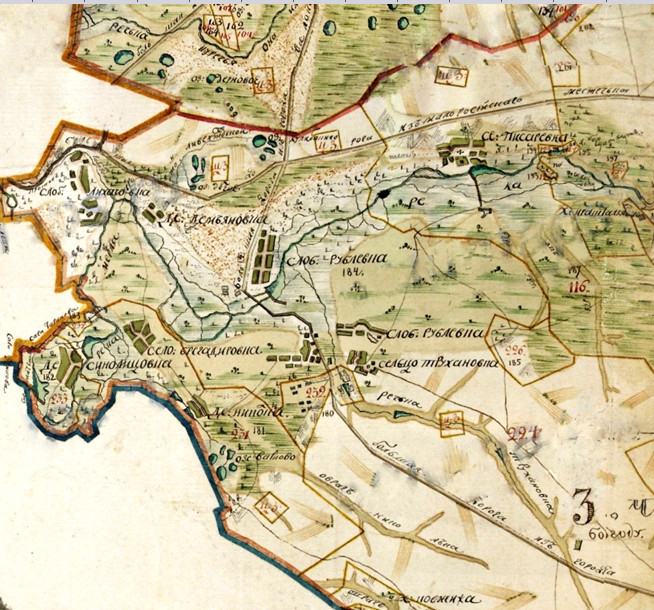
Рублівський край у 1783 р.

У 1773 р. в слободі Рублівка проживало 2757 (1402 чол. і 1355 жін.), слобідці Сонолицівка — 306 (161 чол. і 145 жін.), слобідці Дем'янівка — 191 (90 чол. і 101 жін.), селові Лихачівка — 473 (227 чол. і 246 жін.), селові Писарівка (належало бунчуковому товаришу Кобеляцькому) — 720 (397 чол., 323 жін.), селові Бригадирівка (не вказано).
25 квітня 1780 р. Слобідсько-Українська губернія була перейменована на Харківське намісництво. Відповідно територія краю увійшла до складу Краснокутського повіту. Указом від 12 грудня 1796 року було вирішено відновити Слобідсько-Українську губернію у її колишніх межах. А 1 травня 1797 року вийшов царський указ, яким передбачалося утворити 10 повітів. Великорублівський край увійшов до складу Богодухівського.

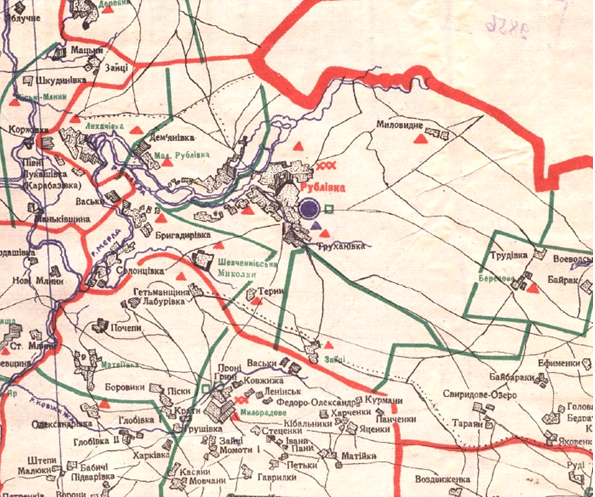
Рублівський район. 1927 р.

У 1835 р. Слобідсько-Українську губернію було перейменовано на Харківську з поділом на повіти. Великорублівський край залишився у складі Богодухівського.
Після селянської реформи 1861 р. відбувся розподіл на волості і сільські громади (було поширене на колишніх власницьких селян). Волость була нижчою адміністративною одиницею селянського самоврядування. Волосне управління складали: волосна сходка, волосний старшина з волосним правлінням і волосний селянський суд. Більшість території Великорублівського краю увійшло до Рублівської волості, яка підпорядковувалася другому адміністративно-поліцейського стану Богодухівського повіту. Невелика частина краю входила до Калантаївської волості.
У XVIII столітті (до 1765 року) — сотенне містечко Охтирського слобідського козацького полку; з 1780 року — військова слобода Краснокутського повіту Харківського намісництва. У XIX столітті — слобода Богодухівського повіту Харківської губернії: станом на 1864 рік мала 818 дворів, 2 церкви, 2199 мешканців чоловічої статі, 2800 — жіночої.
У 1897 р. в Російській імперії був проведений перший перепис населення. В ньому містяться короткі дані й про Великорублівський край. Так у сл. Рублівка проживало 6 852 осіб (3363 чол., 3512 жін.), д. Микілка — 514 (259 чол, 255 чол.), с. Лихачівка — 907 (441 чол., 466 жін.), с. Мар'їне (Писарівка) — 506 (236 чол, 270 жін.), с. Синолицівка — 647 (329 чол., 318 жін.), д. Дем'янівка — 698 (341 чол., 357 жі.).
Протягом певного часу керівниками Рублівської волості були — волості старшини: Заєць Михайло Якович (1893—1896), Журавльов Петро Никифорович (1897—1901), Гайда Данило Данилович (1902—1904), Журавльов Петро Никифорович (1905—1907), Усик Яків Іванович (1908—1910), Коть Марк Максимович (1911—1912), Бурніс Дем'ян Семенович (1913—1917); волосні писарі: Гармаш Петро Іванович (1894—1897), Драний Іван Ілліч (1898—1905), Бухаров Роман Максимович (1906—1917); голови волосного селянського суду: Корчак Федір Олександрович (1893), Сорокотяга Никанор Корнійович (1895—1900), Усик Яків Іванович (1901—1904), Титаренко Семен Миколайович (1905—1910), Філенко Аксен Федорович (1911—1912), Перепелиця Никанор Федорович (1913—1914), Журавльов Петро Никифорович (1915—1917).
У 90-х рр. ХІХ ст. слобода Рублівка і вся її волость входила до другої земської дільниці Богодухівського повіту. Того часу кількість населення і дворів у поселенні зросла. Наприклад у 1893 р. було дворів: 1630, а жителів: 8909. Кількість ярмарок  залишалася сталою — 4. Про тогодішній об'єм торгівлі можна припустити з наступних показників (Харьковский спровочник, 1866. — С. 264.). Так на Успенську ярмарку (14-16 серпня) було привезено товару на 1300 руб., а продано — 900 руб. Михайлівську (7-9 листопада) привезено на 2015 руб., продано — 1524 руб. Постову (на Вербну неділю) привезено на 5028 руб., продано — 3017 руб. Вознесенську (в день Вознесіння Господнього) привезено на 3244 руб. продано — 2007. Для порівняння у селові Мар'їне Калантаївської волості ярмарки йменувалися Миколаївськими. Так на весняну (9 травня) було привезено товару на 246 руб., а продано на 112 руб. Зимову (6 грудня): привезено на 150 руб., продано — 76 руб.
У виданні «Волости и важнейшие селения Европейской России» (Вып.3, 1885) вказано, що більшість території краю входило до складу Рублівської волості. Там нараховувало 9 сільських громад, 18 поселень і 9 361 двір. Слобода Рублівка — 5086 жителів, 998 двора, 3 православних храми, аптека, школа, 18 лавок, неділя базарний день, 4 ярмарки у рік. Село Бригадирівка — 354 жителя, 56 дворів і православний храм. Деревня Дем'янівка — 664 мешканця і 115 дворів. Село Солоницівка (Синолицівка)– 536 жителів і 83 двора. Село Лихачівка — 898 мешканців, 154 двора і православний храм. Село Мар'їнське (Писарівка) входило до складу Калантаївської волості. Там — 410 жителів, 83 двора, православний храм і кілька заводів.
Великорублівський край завжди славився своїми археологічними знахідками. Наприклад, у далекому 1901 р. на сторінках Харківської газети «Южный Край» можна було прочитати таке: «В сентябре месяце какой-то крестьянин с. Рублевки Богодуховского уезда, случайно наткнулся на „клад“: проезжая по лесной просеке, он увидел у старого пня медную монету; это был старинный, 1803 г., пятак. „Может быть, тут скарб зарыт“, ― подумал мужик и стал разгребать землю; действительно, он скоро увидел много таких же медных монет. Всего найдено им 45 монет в 5 и 2 копейки, относящихся к царствованиям Петра, Екатерины и Александра I. Монеты весили 5 ½ фунтов. Клад находится на руках нашедшего; о находке сообщено в Харьков археологическому комитету».
Рублівський район був утворений від 12 квітня 1923 р. у складі Богодухівського (з 12 листопада 1923 р. Охтирського) округу Харківської губернії. Його територія складала 165 квадратних верст на якій проживало близько 22 тисяч мешканців. Владу району (середина 20-х рр. ХХ ст.) представляли: голова райвиконкому — Верба (не встановлено ініціали), заступник — Петренко Василь Васильович, секретар — Дюков Василь Афанасійович, спеціальний інспектор — Сорокотяга Павло Максимович.
Постановою ВУЦВКу і РНК УСРР від 3 червня 1925 р. було ліквідовано Охтирський округ колишньої Харківської губернії і частину його районів: Грунський, Котелі[е]вський (Котельвянський), Рублівський віднесено до Полтавського округу.
Варто зауважити, що у документах слобода Рублівка фігурує як Мала (першозаселена частина поселення) і Велика (молодша частина поселення).
За Всесоюзним переписом на 17 грудня 1926 р. на території Рублівського району налічувало 8 сільських рад (Березівська, Зайчанська, Лихачівська, Малорублівська, Великорублівська, Рябківська, Филенківська (Феленківська), Шевченківська), з якими зв'язок здійснювався «живими силами, цебто: через сельвиконавців». Був і техзв'язок, але він тримався лише із однією сільською радою. Район мав сільськогосподарський характер. Також було 18 шкіл, 5 православних храмів та Рублівське споживче товариство.
Як у Богодухівському повіті Харківської губернії, так і слободі Рублівка (тоді була одна Рублівка) постійно мінялася влада (лише протягом 1918 р. була у руках більшовиків, гетьманату Павла Скоропадського, денікінців й Директорії УНР).
У січні 1919 р. більшовицька окупація вдруге повернулася у слободу Рублівка, зокрема за допомогою загону «Вільних козаків» очолюване Миколою Хвильовим, якого було заарештовано, проте після перестрілки йому вдалося втекти.
Антибільшовицький рух опору на території Рублівка — Милорадово розгорнув повстанський загін під керівництвом колишнього псаломщика Покровського храму с. Бригадирівка, учителя Федора Капустянського. Але наприкінці 1919 він був убитий.
Його справу продовжив рідний син, який боровся у загонах отаманів Гонти та Ігнатьєва.
У 1920 р. повстанці спалили Рублівський волосний виконком та вбили більшовицьких посібників Григорія Прядуна, Свирида Корчака та інших.
У 1921 р. на території Рублівської волості Богодухівського повіту діяло ще одне партизанське формування під керівництвом отамана Листопада. 21 серпня того ж року загін здався більшовикам (отаман Листопад, Іван Кравченко, брати Дем'ян і Яків Ванди, Борис Цеба, Харитон Ярошенко). Також повстанці здали коней, 8 гвинтівок, 8 наганів, набої та два сідла.
Під час Голодомору 1932—1933 років помер щонайменше 101 житель села. На сільському цвинтарі збережено місце масового поховання жертв комуністичного Голодомору 1932—1933 років, які намагалася ліквідувати комуністична влада. Весною 2008 року коштами мешканців села та сільради виготовлено та встановлено на колективній могилі меморіальну гранітну плиту, на якій викарбувано імена убитих земляків. Її встановлення ініціювала депутат сільської ради Лідія Дрозд, вона ж і доглядає за могилою. Серед похованих — її дядьки по батьковій лінії.
В 2017 р. вийшла книга місцевого краєзнавця Ілюхи Олександра про історію Великорублівського краю.
12 червня 2020 року, відповідно до розпорядження Кабінету Міністрів України № 721-р «Про визначення адміністративних центрів та затвердження територій територіальних громад Полтавської області», село увійшло до складу Великорублівської сільської громади.
19 липня 2020 року, в результаті адміністративно - територіальної реформи та ліквідації  Котелевського району, село увійшло до складу новоутвореного Полтавського району.

## Економіка
- Сільгоспкооператив «Великорублівський».

## Об'єкти соціальної сфери
- Школа.

## Відомі люди
- Карпун Владислав Миколайович (1998—2018) — старший солдат Збройних сил України, учасник російсько-української війни[5].
- Петренко Дмитро Пилипович — учасник радянсько-фінської війни, молодший лейтенант, Герой Радянського Союзу (1940).
- Соболь Микола Олександрович — український радянський діяч.
- Чорний Іван Іванович — старший солдат Збройних сил України, учасник російсько-української війни, Герой України (2024).